# Wawel

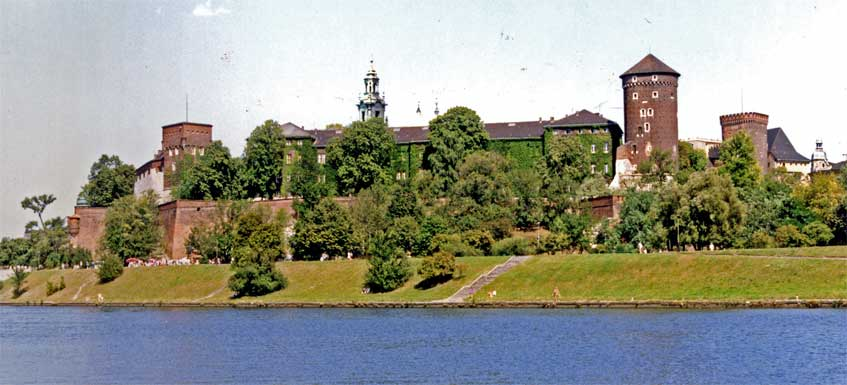
Wawel aan de Wisla in Krakau

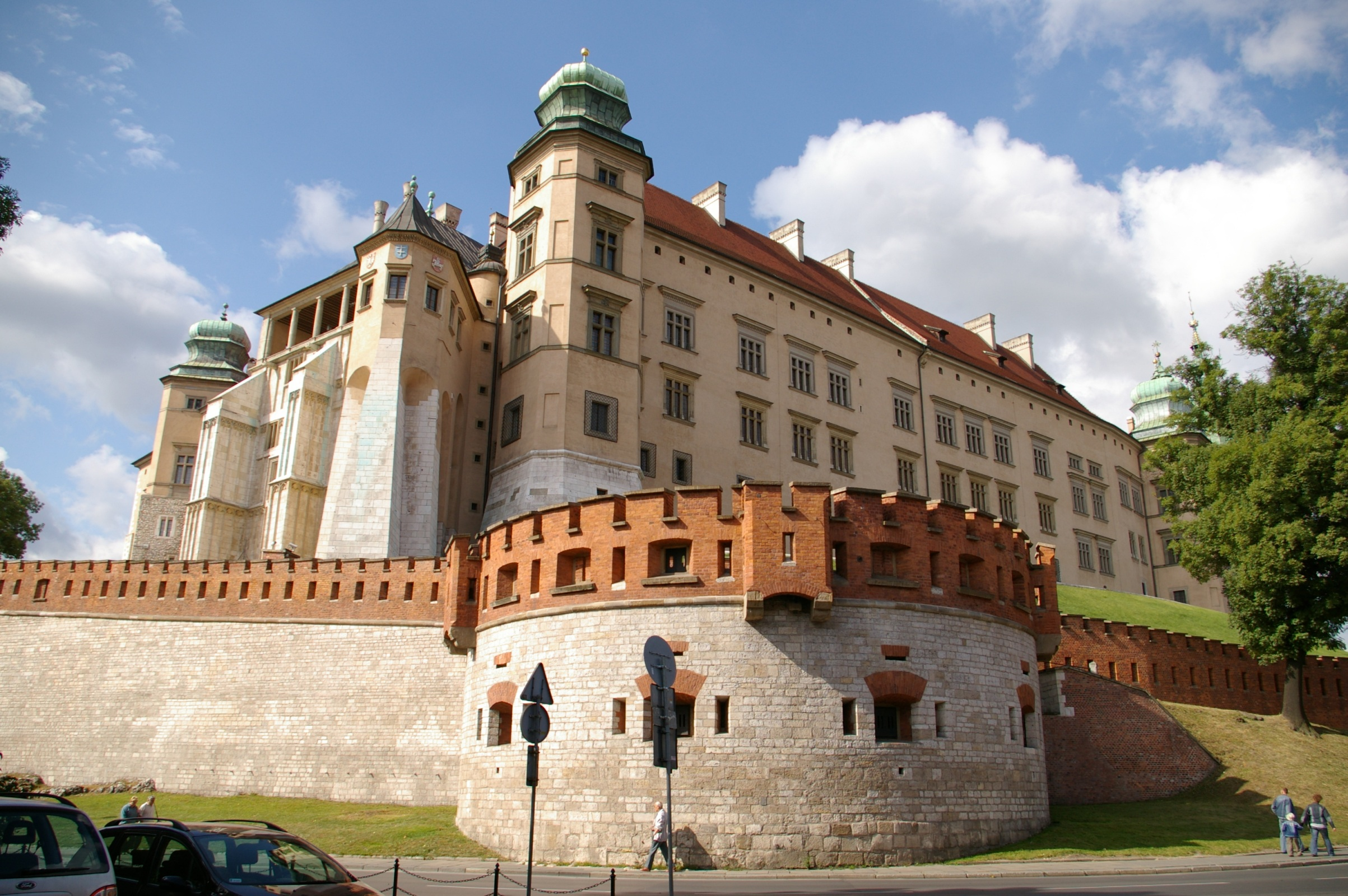
Het kasteel

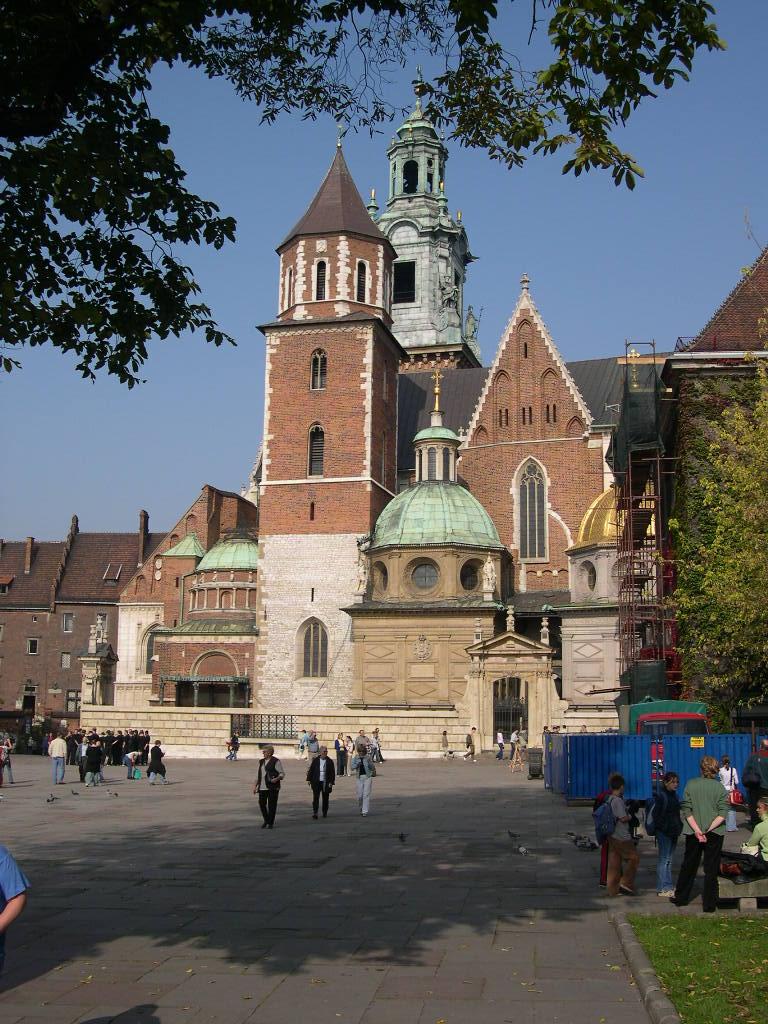
Kathedraal op de Wawel

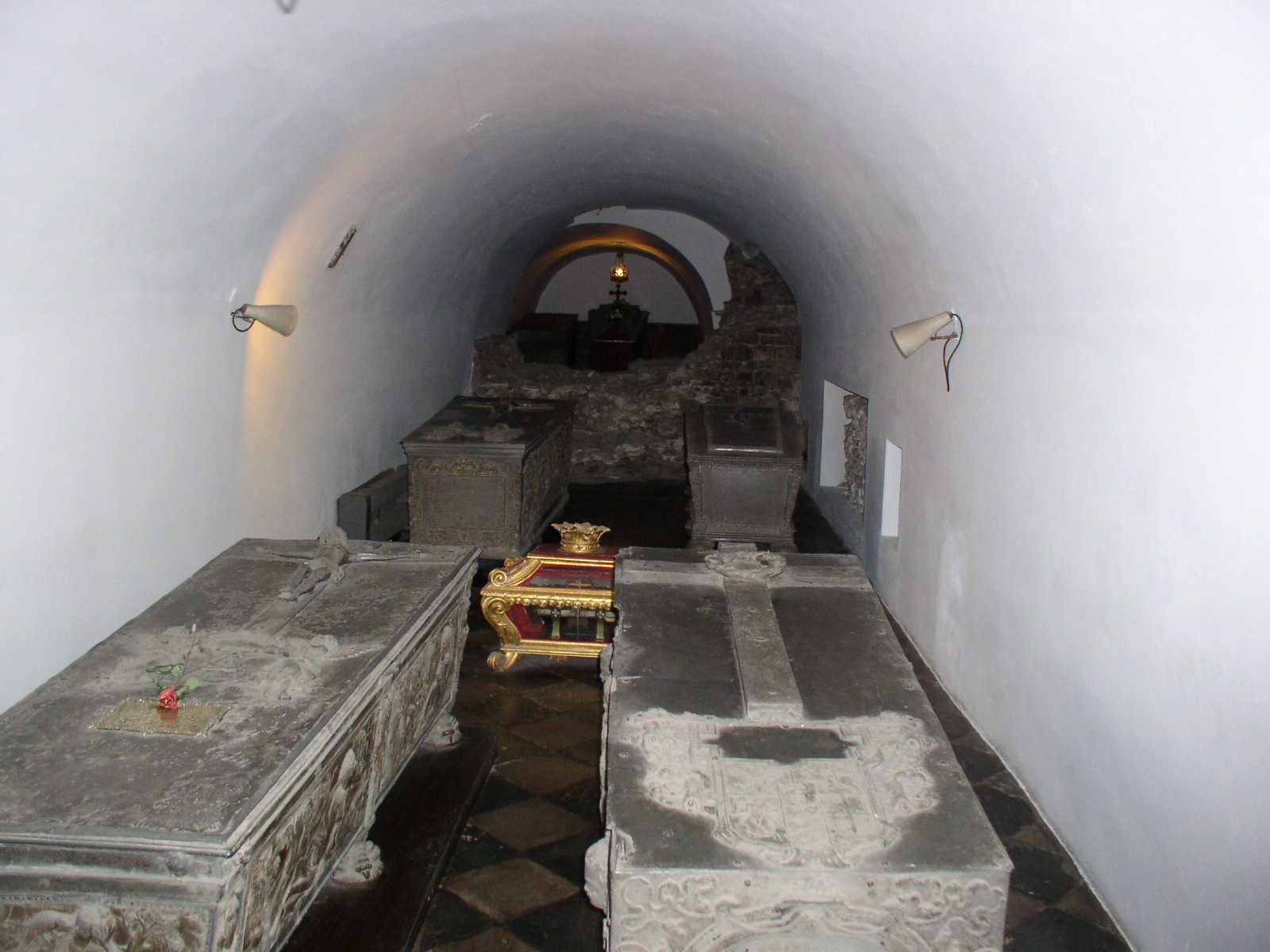
Koninklijke crypte in de kathedraal

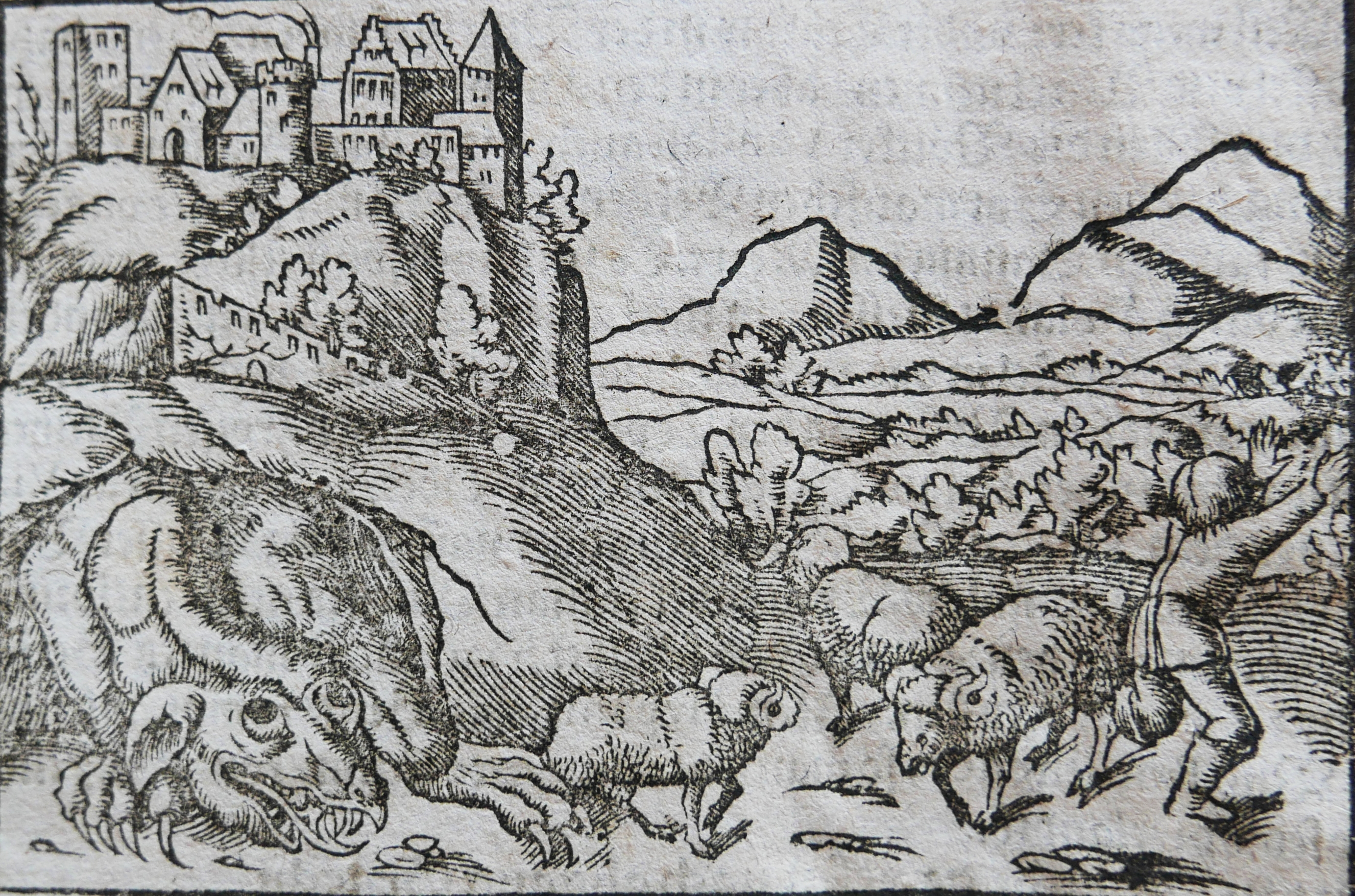
Smok Wawelski

De Wawel is een heuvel in Krakau in Polen. De heuvel heeft een hoogte van 228 meter en ligt op de oever van de Wisła. Op die heuvel bevinden zich talrijke historische gebouwen. De belangrijkste zijn de kathedraal en het koninklijk paleis. Onder de heuvel bevindt zich de Drakengrot.

## Koninklijke residentie
Het koninklijk slot of, beter gezegd, kasteel van Wawel (Zamek Królewski) op de Wawel was de koninklijke residentie tot het einde van de 17e eeuw. Het gebouw neemt in de Poolse historie en cultuur een speciale plaats in.
Het grondplan van het vierhoekige slot stamt uit de 14e eeuw. In het slot bevinden zich 71 zalen, die de nationale kunstcollectie herbergen. Bijzonder is de grote verzameling van 136
wandtapijten, waaronder van Michiel Coxcie, aangelegd door Sigismund II van Polen. De vader van Hendrick van Uylenburgh, uit Nederland afkomstig, was in de 17de eeuw uitgeweken naar Polen en werd meubelmaker aan het koninklijk paleis.
Enkele gegevens:
- Begin 11e eeuw waren er al sporen van een landhuis aan de Wisla.
- Wacław II liet in de jaren 1290–1300 de muren van een kasteel optrekken.
- Koning Kazimierz Wielki (Casimir de Grote) liet in de 14e eeuw een gebouw in gotische stijl bouwen.
- Rond 1340 werden de muren van het kasteel verbonden met de stadsmuren.
- In 1499 was er brand in het noordoostelijk deel van het kasteel.
- Aleksander Jagielloń liet in 1504 door Eberhard Rosemberger een koninklijk verblijf optrekken.
- 1609: Zygmunt III Waza verliet het kasteel.
- 1655–1657: bezetting door de Zweden.
- Tijdens de Poolse delingen in het Habsburgse rijk werd het kasteel door de Oostenrijkers als kazerne gebruikt.
- 1905: begin van de restauratie van het kasteel.
- 1930: opening van het Wawel-museum, onderdeel van de Poolse nationale kunstcollectie.

## Kathedraal
De Wawelkathedraal werd rond 1320–1364 gebouwd. Hier zijn de Poolse koningen gekroond en ook begraven. Bij hoge uitzondering zijn ook Józef Piłsudski en Władysław Sikorski, en de nationale dichters Adam Mickiewicz en Juliusz Slowacki in de kapel begraven. Ook de Poolse president Lech Kaczyński en zijn vrouw, die bij de vliegramp bij Smolensk zijn omgekomen, werden hier in 2010 bijgezet, dit niet zonder controverse.
Een opmerkelijk feit is dat St. Stanislaus, toen bisschop van Krakau, nu beschermheilige van Polen, hier vermoord is. De volgende aartsbisschop heeft hem toen een graf gegund in de kathedraal, maar deze gulle aartsbisschop werd echter zelf ook vermoord (door de beroemde Peter van Enteren, ook bekend van zijn park in het zuiden van Krakau). Beroemd is ook de Zygmuntkapel die een met goud bedekt koepeldak heeft. Op de plaats waar nu de gotische kathedraal staat, stonden aanvankelijk twee romaanse kathedralen. De kathedraal heeft drie torens.

## Drakengrot
De Drakengrot of Smocza Jama is een van de toeristische attracties en de beroemdste grot in Polen. De grot werd voor het eerst in de 13e eeuw genoemd en bevindt zich onder de heuvel.
Het verhaal gaat dat daar in de Middeleeuwen een draak woonde die elke dag gevoerd werd met vee (schapen en varkens). Koning Krak beloofde dat diegene die de draak zou verslaan met zijn dochter mocht trouwen. De schoenmaker Skuba durfde het aan. Hij slachtte een schaap, vulde dat met zwavel en naaide het weer dicht. De draak at dit schaap, vloog in brand en sprong in de Wisła. Sindsdien is er alleen nog de grot met daarvoor een koperen beeld van een draak, genaamd Smok Wawelski.

## Afbeeldingen

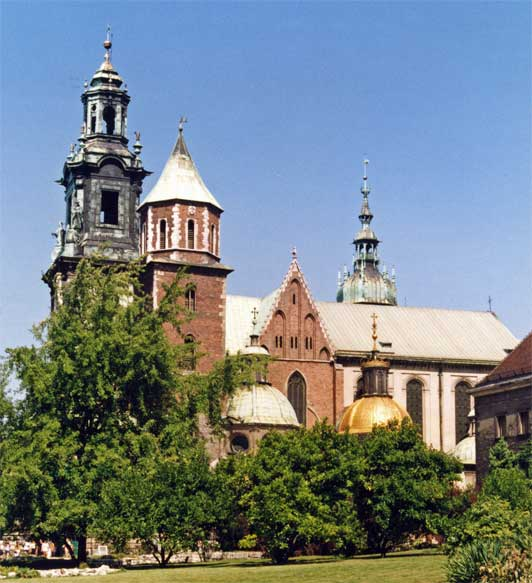
De kathedraal op Wawel in Krakau
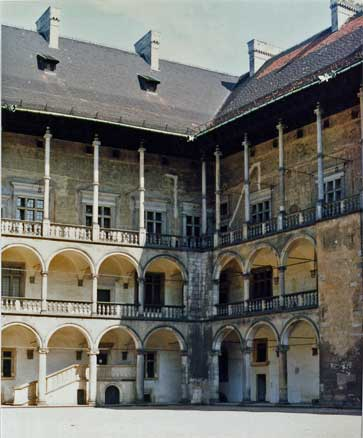
Het koninklijk kasteel op Wawel in Krakau
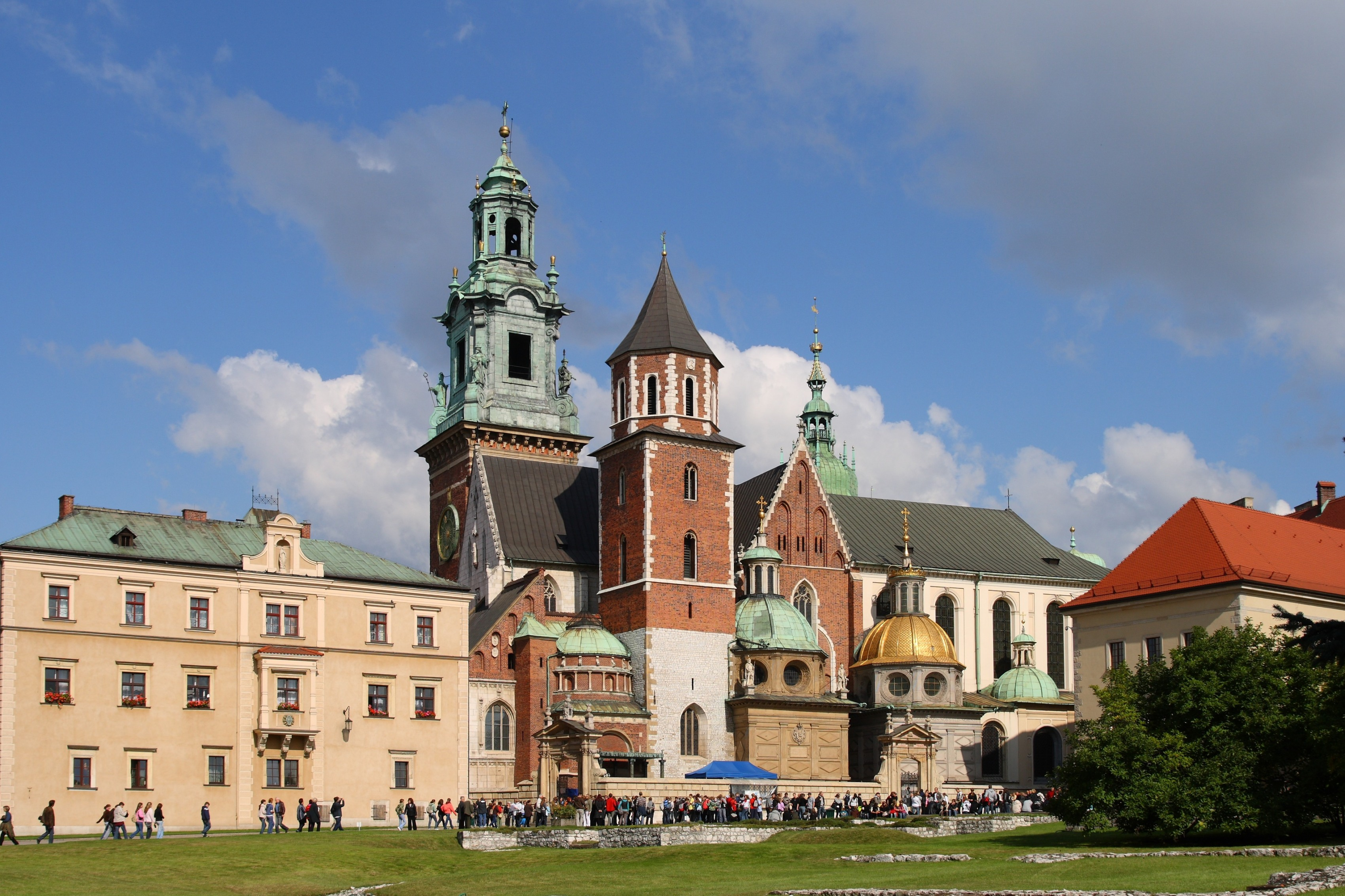
Wawel
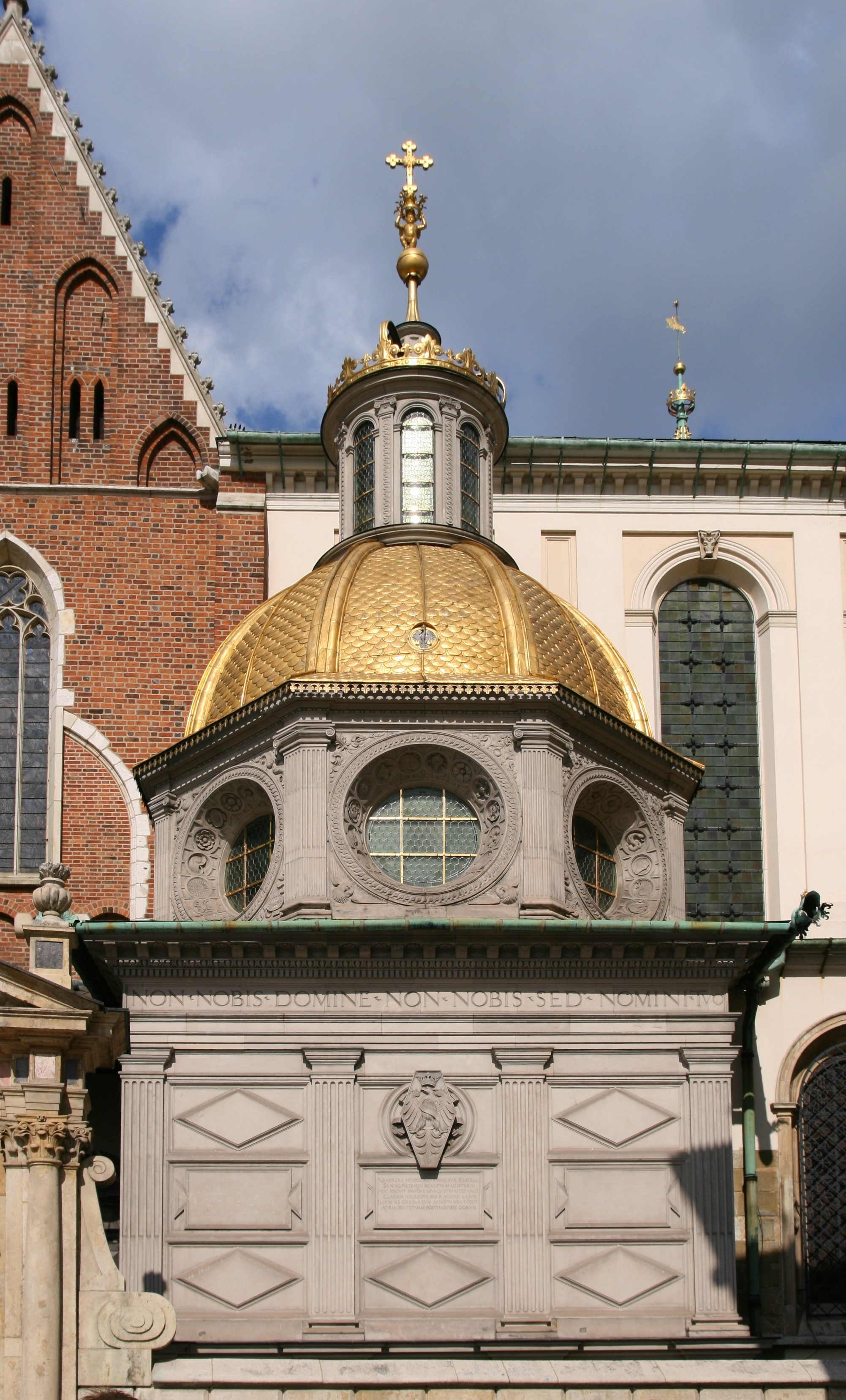
Sigismund
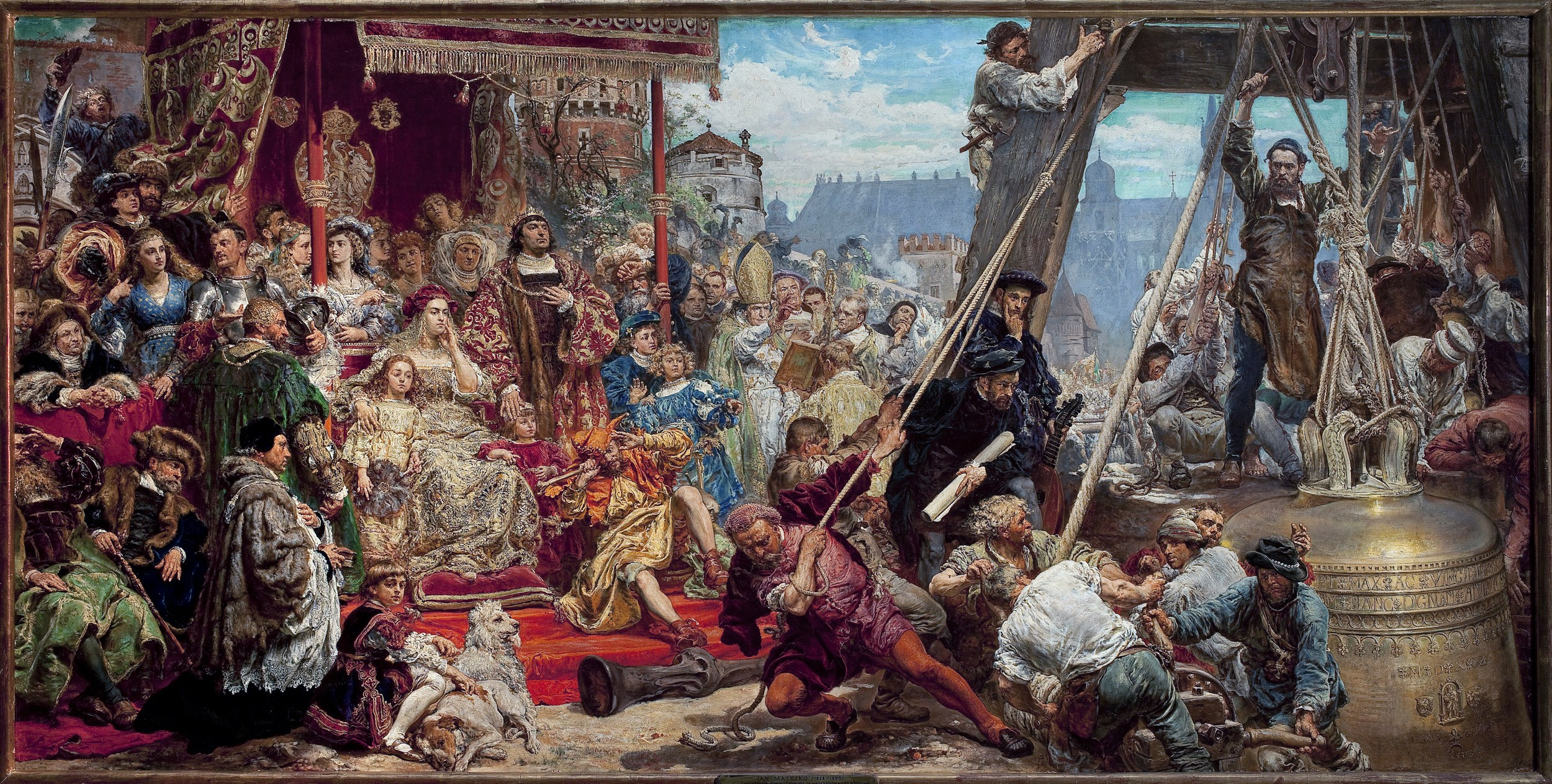
Het ophangen van de Sigismundbel (een nationaal symbool van Polen) in 1521, Jan Matejko, 1874